# Jan Guillou
Jan Oscar Sverre Lucien Henri Bottolvsen Guillou ([jɑːn ˌɡɪˈjuː]; Södertälje, 17 gennaio 1944) è uno scrittore e giornalista svedese.

## Biografia
Le sue opere più famose sono romanzi di spionaggio, tra cui Madame Terror, che hanno come protagonista l'agente segreto svedese Carl Hamilton, oltre ai quattro libri del cosiddetto "romanzo delle crociate", basati sulle vicende del Templare Arn Magnusson e dei suoi discendenti. Il "romanzo delle crociate" è formato da quattro libri: Il Templare, Il Saladino, La Badessa, L'erede del Templare), ambientato agli inizi del regno svedese nei secoli XII e XIII.
Contribuisce alla sua popolarità a livello mondiale il libro autobiografico La fabbrica del male (Ondskan), best seller in Svezia, da cui è stato tratto il film Evil - Il ribelle, del regista Mikael Håfström candidato agli Oscar 2004 per la Svezia come miglior film straniero. Il film Arn - L'ultimo cavaliere è un colossal tratto dal romanzo Il Templare.

## Opere tradotte in italiano
Il romanzo delle Crociate
1. 1998 - Il templare, (Vägen till Jerusalem), traduzione di Katia De Marco, Milano: TEA, 2003;
2. 1999 - Il Saladino, (Tempelriddaren), traduzione di Laura Cangemi, Milano: TEA, 2005;
3. 2000 - La badessa, (Riket vid vägens slut), traduzione di Katia De Marco, Milano: Tea, 2005;
4. 2001 - L'erede del templare, (Arvet efter Arn), traduzione di Katia De Marco, Milano: TEA, 2007;[1]

Brobyggarna. Det Stora Århundradet
1. La moglie straniera, traduzione di Umberto Ghidoni, Milano: Corbaccio, 2013;
2. I ponti di Bergen, traduzione di Umberto Ghidoni, Milano: Corbaccio, 2013;

Altre opere
- La fabbrica del male, traduzione di Katia De Marco, Milano: Corbaccio, 2005;
- Il mercato dei ladri, (Tjuvarnas marknad), 2004, traduzione di Katia De Marco, Milano: Corbaccio, 2007;
- Madame terror, (Madame terror), 2006, traduzione di Katia De Marco, Milano: Corbaccio, 2008;
- Il nemico in noi, traduzione di Katia De Marco, Milano: Corbaccio, 2009;